# Okres Namysłów
Okres Namysłów (polsky Powiat namyslowski) je okres v polském Opolském vojvodství. Rozlohu má 747,67 km² a v roce 2019 zde žilo 44 003 obyvatel. Sídlem správy okresu je město Namysłów.

## Gminy
Městsko-vesnická:
- Namysłów

Vesnické:
- Domaszowice
- Pokój
- Świerczów
- Wilków

## Město
- Namysłów

## Sousední okresy
| Růžice kompasu | Oleśnica | Kępno          |           | Růžice kompasu |
| Růžice kompasu | Oława    | Sever          | Kluczbork | Růžice kompasu |
| Růžice kompasu | Oława    | Okres Namysłów | Kluczbork | Růžice kompasu |
| Růžice kompasu | Oława    | Jih            | Kluczbork | Růžice kompasu |
| Růžice kompasu | Brzeg    | Opole          |           | Růžice kompasu |